# Isice Ier (évêque de Grenoble)
Pour les articles homonymes, voir Isice.
Isice est un évêque de Gratianopolis (actuelle Grenoble) de la fin du VIe siècle et du début du siècle suivant.

## Biographie

### Origines
Isice — Isicius,, Hesychius,, Isitius /Esicius, Esychius, Eustitius —, serait issu, selon Bligny (1979), d'une « des principales familles gallo-romaines de « Bourgogne » », les Hesychii, branche des Syagrii, dont plusieurs membres se retrouvent sur le siège métropolitain de Vienne ainsi que plusieurs évêques de Grenoble : Siacre Ier (v.552-570), Siacre II (v.614-626) et Isice II (v.690).

### Épiscopat
Les dates de son épiscopat ne sont pas précisément connues. Cependant Bligny (1979), dans son ouvrage sur le diocèse de Grenoble, propose de l'année 573 à 601/8. Cette période est également retenue par Odette Pontal (1989),.
Isice est signataire de plusieurs conciles mérovingiens réunit par le roi Gontran : Paris (573), Mâcon (581), Lyon (583), Valence (584) et Mâcon (585),.
Il fait partie des évêques réunis à Poitiers devant se prononcer sur les sœurs de l'abbaye Sainte-Croix,, qui s'étaient révoltées entre 589 et 590.
Duchesne (1907), s'appuyant sur une vita de Saint Arey, évêque de Gap, indique qu'il semble mourir peu de temps après le saint, soit au plus tôt en 601.